# Atanasios Chuliaras
Atanasios (Tanasis) Chuliaras (gr. Αθανάσιος (Θανάσης) Χουλιάρας, ur. 10 maja 1949) – grecki bokser, uczestnik Letnich Igrzysk Olimpijskich 1976 w Montrealu, trzykrotny medalista Mistrzostw Krajów Bałkańskich w roku 1972, 1973 i 1974, trzykrotny zwycięzca turnieju Acropolis Cup w kategorii koguciej.
W 1971 reprezentował Grecję na Mistrzostwach Europy 1971 w Madrycie, kończąc rywalizację na 1/8 finału.
Na Letnich Igrzyskach Olimpijskich 1976 w Montrealu rywalizował w kategorii koguciej. Udział zakończył na pierwszej rundzie, przegrywając z Hwang Chul-soonem. Ostatecznie w klasyfikacji ogólnej kategorii koguciej zajął 25. miejsce. Chuliaras był jednym z trzech reprezentantów Grecji w boksie na igrzyskach w Montrealu. Wszyscy zakończyli udział na pojedynkach eliminacyjnych, nie dochodząc do ćwierćfinałów.